# Ahomocnemiella chivensis
Ahomocnemiella chivensis är en insektsart som beskrevs av Kusnezov 1929. Ahomocnemiella chivensis ingår i släktet Ahomocnemiella och familjen Caliscelidae. Inga underarter finns listade i Catalogue of Life.